# Janirella hessleri
Janirella hessleri là một loài chân đều trong họ Janirellidae. Loài này được Chardy miêu tả khoa học năm 1975.